# Ángel Cancel
Ángel Cancel Acevedo (Río Piedras, 2 agosto 1940) è un ex cestista e allenatore di pallacanestro portoricano.

## Carriera
Con Porto Rico ha disputato tre edizioni dei Giochi olimpici (Roma 1960, Tokyo 1964, Città del Messico 1968) e due dei Campionati mondiali (1963, 1967).
Da allenatore ha guidato Porto Rico ai Campionati mondiali del 1986.